# Henk Kersken
Hendrik "Henk" Kersken (Bergen op Zoom, 6 de janeiro de 1880 — Harlingen, 3 de dezembro de 1967) foi um velejador neerlandês, medalhista olímpico. Ele competiu nos Jogos Olímpicos de Verão de 1928 na classe 8 Metre e conquistou a medalha de prata na disputa realizada a bordo do Hollandia com Johannes van Hoolwerff, Lambertus Doedes Cornelis van Staveren, Gerard de Vries Lentsch e Maarten de Wit.